# جرمی مسیبا
جرمی مسیبا (انگلیسی: Jérémy Messiba؛ زادهٔ ۱ ژانویهٔ ۱۹۸۸) بازیکن فوتبال اهل فرانسه است.
از باشگاه‌هایی که در آن بازی کرده‌است می‌توان به باشگاه فوتبال اوسر اشاره کرد.